# Clytra atraphaxidis
Espèce
Clytra atraphaxidis est une espèce de coléoptères de la famille des Chrysomelidae.